# Злобин, Николай Васильевич
Никола́й Васи́льевич Зло́бин (англ. Nikolai Zlobin; род. 1 марта 1958, Москва, РСФСР, СССР (по другим данным — 1 марта 1957)) — американский и российский политолог, историк, публицист, президент Центра глобальных интересов (англ. Center on Global Interests) в Вашингтоне. Кандидат исторических наук, автор книг и публикаций по политике, истории, российско-американским отношениям, которые публиковались в частности, в The New York Times, Los Angeles Times, International Herald Tribune, Chicago Tribune.

## Биография
Родился в семье историка, профессора МГУ Василия Злобина и учёного секретаря Отделения ядерной физики АН СССР Клары Константиновны Злобиной (Бондаренко).
Окончил московскую школу № 14 (с 1980 года имела № 26, ныне — № 2086).
В 1974—1979 годах учился на историческом факультете МГУ, научный руководитель — профессор В. З. Дробижев.
В 1979—1982 годы — в аспирантуре МГУ, в 1983 году защитил кандидатскую диссертацию на тему «Совершенствование научного управления социальным развитием трудового коллектива в условиях развитого социализма: на примере Волжского автомобильного завода им. 50-летия СССР и Автомобильного завода им. Ленинского Комсомола».
В 1983—1993 годы преподавал и занимался научной работой в МГУ: младший научный сотрудник, ассистент, старший преподаватель, доцент, ведущий научный сотрудник. В то время являлся советником Президента СССР Михаила Горбачёва и позже советником Президента Российской Федерации Бориса Ельцина. В 1990—1993 годах прошёл докторантуру ФГУ МГУ.
В 1993—2000 годах работал в качестве приглашённого профессора и исследователя в ряде университетов США, в том числе, в 1995—1999 годах в Вебстерском университете. Выступал с докладами в Институте Кеннана, Международном научном центре имени Вудро Вильсона, Американском университете в Вашингтоне, Джорджтаунском университете, Стэнфордском университете, Вебстерском университете, Университете Джорджа Вашингтона и Гарвардском университете.
В 1993—2013 годы — соредактор научного журнала по демократизации бывшего СССР Demokratizatsiya, который издаётся в США. 2000—2004 годы — основатель и директор международного информационного агентства Washington Profile. 2001—2005 годы — директор российских и азиатских программ Центра оборонной информации США, Вашингтон. С 2004 года постоянный член международного дискуссионного клуба «Валдай». 2005—2014 годы был членом экспертного совета РИА Новости. В период 2006—2012 годов — директор российских и азиатских программ Института мировой безопасности в Вашингтоне, США. С 2008 года постоянный участник Мирового политического форума в Ярославле. С 2012 года основатель и президент Center on Global Interests в Вашингтоне.
Член редколлегий и советов ряда академических, политических изданий и серий в разных странах мира, в том числе «Континента», «Свободной мысли», «Общей тетради», «Политических исследований» и др. Член советов директоров и наблюдательных советов ряда российских, американских и международных аналитических организаций и центров.

## Научные работы
Автор 17 книг и более 300 академических статей, глав и разделов в коллективных монографиях, а также большого числа публицистических материалов, опубликованных на 16 языках более чем в 30 странах мира. Автор ряда университетских учебников по истории, политике и глобальной журналистике, изданных в разных странах. Соавтор первого «некоммунистического» учебника по истории СССР для старших классов, издававшегося в СССР в конце 1980-х годов. Автор первого исторического труда на русском языке о президенте США Гарри Трумене и первого архивного исследования истории подготовки фултонской речи Уинстона Черчилля в марте 1946 года, которая считалась в СССР объявлением холодной войны. Соавтор первого в США и мире учебника по глобальной журналистике и основам медийной грамотности, переведённого на многие языки.

### Публицистика
В начале 2000-х годов вёл колонку в «Известиях», в 2008—2014 годах года вёл регулярные колонки в газетах «Ведомости» и «Российская газета», в 2010—2012 годах вёл колонку в «Снобе». Много раз публиковался в The New York Times, International Herald Tribune, The Washington Post, Financial Times, Los Angeles Times.
В 2008—2009 годах вёл еженедельную рубрику на радио «Серебряный дождь» в программе «Соловьиные трели». С 2010 года участвует в еженедельной программе «Полный контакт» в шоу Владимира Соловьёва на радио «Вести ФМ». Частый гость и комментатор телевизионных и радиопрограмм, в частности на радио «Эхо Москвы» и на телеканале Al Jazeera America.
С апреля 2017 года по по июнь 2018 года — соведущий, оппонент Дмитрия Куликова в ток-шоу «Красный проект» на «ТВ Центре».

## Взгляды и мировоззрение
В 2001 году выдвинул теорию бесполярного мира как основы современной международной системы. Дал определение внешней политике как правильно осознанному и формализованному государственному эгоизму. Является сторонником идеи размывания суверенитета национальных государств, считает, что традиционные национальные государства и экономики изживают себя. Выступает за формирование новых принципов международной безопасности и принципиально новой структуры международных институтов. Критикует региональный подход к обеспечению безопасности.
Неоднократно заявлял, что СССР ещё не распался окончательно и границы на постсоветском пространстве будут меняться. Наверное, единственный американский политолог, открыто выступавший за независимость Абхазии и приветствовавший её признание Россией в 2008 году. При этом высоко ставит внутриполитические достижения Грузии. Считает, что России может грозить распад на несколько государств. Является сторонником постепенной ликвидации внутренних национальных границ в России.
Известен как жёсткий критик российской политики, хотя есть и противоположное мнение, что он не публично её поддерживает.
Неоднократно общался напрямую с российскими лидерами. В беседе 2006 года Владимир Путин сказал Злобину, что не считает себя политиком в традиционном смысле слова. Это же Путин повторил Злобину в Ново-Огарёве в феврале 2012 года. В 2008 году на вопрос Николая Злобина «А сколько вы проработаете премьер-министром?» Владимир Путин дал ответ: «Сколько Бог даст».
Считается автором главных вопросов на тему выборов-2012. Именно в разговоре со Злобиным в сентябре 2009 года Владимир Путин сказал, что они с Дмитрием Медведевым «одной крови» и на президентских выборах 2012 года они конкурировать не будут, а сядут вдвоём и договорятся. «Сядем, договоримся в зависимости от конкретной ситуации. Решим между собой». Через два дня эту мысль высказал Злобину Дмитрий Медведев, подчеркнув, что «некоторое время назад я и в президенты баллотироваться не собирался, но так судьба распорядилась, и поэтому я для себя ничего не загадываю, ничего не исключаю».
Осенью 2011 года Злобин спросил у Путина о том, почему созданная им система власти не рождает новых молодых политиков высокого уровня, на что Путин возразил, но смог назвать только Дмитрия Медведева в качестве примера. В декабре 2011 года Злобин в прямом эфире задал Путину вопрос о союзниках России в мире, на что Путин ответил о выигрыше Россией права на проведение Олимпиады в Сочи, что показывает, что у России «много союзников».

## Критика
В 2012 году Злобин стал одним из немногих, кто относительно позитивно оценил пребывание Дмитрия Медведева на посту президента России, особенно его внешнюю политику, за что подвергся сильной критике в международных экспертных кругах.
Упомянут в документе, опубликованном WikiLeaks, где назван американским политологом, имеющим контакты с «Единой Россией». Как отмечается в документе, сделал вывод, что правящий тандем «работает».

## Награды
- Юбилейный нагрудный знак Московской областной Думы «20 лет Московской областной Думе» (28 ноября 2013 года)[21].

## Книги
Издательство Эксмо:
- Кто есть кто в команде Трампа? (2017)  ISBN 978-5-699-96017-0
- Империя свободы: ценности и фобии американского общества (2016) ISBN 978-5-699-92226-0 (2014) (с Владимиром Соловьевым) ISBN 5-457-60902-2, ISBN 978-5-457-60902-0 (2013) ISBN 5-457-34742-7, ISBN 978-5-457-34742-7 (2012) ISBN 5-457-08173-7, ISBN 978-5-457-08173-4
- Путин—Медведев. Что дальше? (2010) (с Владимиром Соловьевым) ISBN 5-699-40992-0, ISBN 978-5-699-40992-1 (2009) (предисловие Александра Волошина, комментарии Владимира Соловьёва) ISBN 5-699-32158-6, ISBN 978-5-699-32158-2
- Злобин Н. Второй новый миропорядок. Геополитические головоломки. — М.: Эксмо, 2009. — 320 с. — ISBN 978-5-699-34086-6. ISBN 5-699-34086-6
- Пути перестройки: опыт и современность. — М.: Высшая школа, 1989. — 190 с.[23]

Другие:
- В кулуарах Вашингтона: умонастроения истеблишмента США в годы второго срока президента Джорджа Буша (2005—2008) (2009) (с Львом Белоусовым)
- International Communication: A Media Literacy Approach (2004) (с Артуром Силверблаттом)
- Россия на постсоветском пространстве.